# Consell Autònom del Districte de Garo Hills
El Consell Autònom del Districte de Garo Hills (Garo Hills Autonomous District Council), inicialment anomenat Consell del Districte de Garo Hills (Garo Hills District Council) és una entitat autònoma de Meghalaya per les terres habitades pels garos.
Va ser creat el 1952 amaparat en la setxa disposició de la constitució, que s'aplicava llavors Assam (després Assam i Meghalaya). Inicialment era un consell per qüestions tribals dels garos que va adquirir autonomia. Quan el districte de Garo Hills es va dividir en tres, la jurisdicció del consell es va mantenir sobre tota l'àrea de les muntanyes Garo.
El Comité del consell està encapçalat per un cap executiu amb dos subcaps executius a les seves ordes. Les seves competències són: boscos, obres públiques, taxes i recaptació, justicia, transports i educació. Una cambra electe està encapçalada per un president i un vicepresident.
L'octubre de 2008 el Consell de Voluntaris Nacionals Achik (Achik National Volunteers Council, ANVC), que el 2003 havia signat un alto el foc amb el govern, va presentar una proposta per l'establiment d'un districte autònom amb més poders i amb fons aportats directament pel govern central, amb autoritat sobre tres districtes i que s'anomenaria Garoland Autonomous Council. La proposta seguia al rebuig a concedir la creació d'un estat separat de Garoland o Achikland.